# Tottungus solivagus
Tottungus solivagus is een vlokreeftensoort uit de familie van de Urohaustoriidae. De wetenschappelijke naam van de soort is voor het eerst geldig gepubliceerd in 2009 door Kilgallen.